# Délkelet-Anatólia projekt
A Délkelet-Anatólia projekt (törökül: Güneydoğu Anadolu Projesi, GAP, angolul: Southeastern Anatolia Project) egy több szektorra kiterjedő, átfogó fejlesztési terv, mely Törökország Délkelet-anatóliai régióját hivatott segíteni a fenntartható fejlődés jegyében. A projekt elsősorban, de nem kizárólagosan a Tigris és az Eufrátesz folyók közötti, kilenc tartományt magába foglaló, 1,7 millió hektárnyi terület vízellátását és ezáltal a termőföldek újraélesztését biztosítja, célja fellendíteni a gazdaságot, és felzárkóztatni a jelenleg egyik legszegényebb, főképp kurdok lakta török régiót a többihez. A projekt finanszírozását több állami intézmény és szervezet látja el, 2008-ban 637 millió 473 ezer török új líra állt a GAP rendelkezésére.

## Hatásköre
A projekt kilenc tartományra terjed ki, ezek: Adıyaman, Batman, Diyarbakır, Gaziantep, Kilis, Mardin, Siirt, Şanlıurfa és Şırnak. Ez tulajdonképpen a Tigris és az Eufrátesz folyók medencéjét és Felső-Mezopotámiát jelenti. A terület 75 358 km²-en fekszik, ami Törökország területének 9,7%-a. Az ország körülbelük 8,5 millió hektárnyi öntözhető területének 20%-a található ebben a régióban, melyet a „civilizációk bölcsőjének” is neveznek.
A program átfogó tervet tartalmaz az öntözés, a vízenergia, a mezőgazdaság, a vidéki és városi infrastruktúra, az erdészet, az oktatás és az egészségügy fejlesztésére.
A vízprogram keretén belül 22 víztározó, 19 vízerőmű építését és 1,82 millió hektár termőföld öntözését kívánják megvalósítani. Az erőművek összteljesítménye 7476 MW, az éves termelése pedig 27 milliárd kWh lesz.
A projektet a GAP Regionális Fejlesztő Szervezet felügyeli, a döntéseket a GAP Főtanács hozza, melynek tagjai a GAP-programért felelős államminiszter, az állami tervekért felelős államminiszter és a külföldi beruházásokért és a külkereskedelemért felelős államminiszter, elnöke pedig a miniszterelnök. A projektet Ankarából irányítják, Şanlıurfában pedig regionális központ működik.

## Története

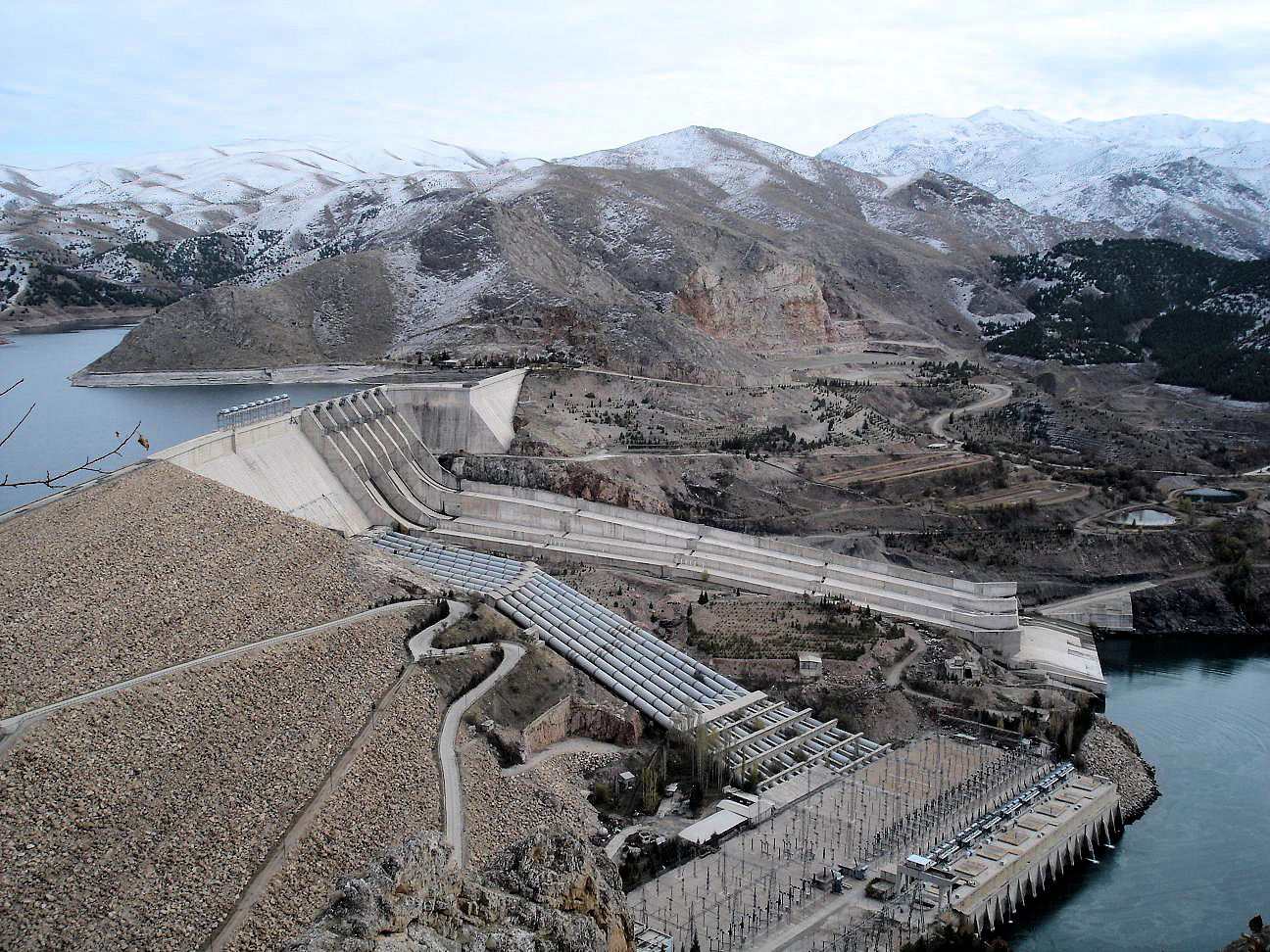
Keban-gát

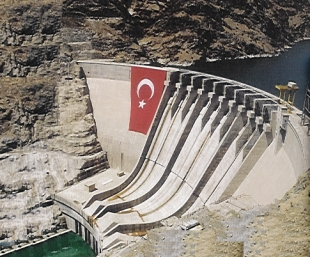
Karakaya-gát

A GAP története egészen a Török Köztársaság kezdetéig nyúlik vissza, Mustafa Kemal Atatürk 1936-ban állított fel egy testületet, melynek feladata az ország folyóvizeinek vizsgálata volt vízenergia-hasznosítási szempontból, a kiépülő villamosenergia-hálózat igényeinek fedezésére. A testület a Keban-projekt keretében megfigyelőállomásokat létesített, melyek az Eufrátesz és a Tigris folyását vizsgálták. 1938-ban földrajzi, topográfiai és talajvíz-vizsgálatokat is végeztek. Az 1950-es években, miután 1954-ben létrejött az Állami Vízügyi Igazgatóság (Devlet Su İşleri Genel Müdürlüğü), a vizsgálatokat összesen 26 folyóra terjesztették ki. Az 1950-től 1960-ig a két nagy folyó mentén fúrásokat végeztek.
1980-ban a két nagy folyóról készült felmérések alapján létrejött a Délkelet-Anatólia projekt, mely az említett folyók vízerőmű-projektjeit hivatott kezelni. Ennek keretében épült fel a Keban-gát és víztározó 1966–1974, valamint 1976–1987 között a Karakaya-gát és vízerőmű a Felső-Eufráteszen. A projektet 1989-ben több szektorra is kiterjesztették, ezzel egy átfogó gazdasági fejlesztési programot hoztak létre. 1990-ben elkészült az Atatürk-víztározó, majd 1994-ben megnyílt a két Şanlıurfa-csatorna egyike, így megkezdődhetett az öntözés az Atatürk-víztározóból.

## Finanszírozás és pénzügyek
A GAP teljes beruházási összege meghaladja a 32 milliárd dollárt, ebből 1990 és 2000 között 14 milliárdot (44%) használtak fel. 1990 és 2006 között a közalapok átlagos 6,8%-át fordították a GAP-projektre. 2000-től kezdve szinte évente nőtt az erre a célra elkülönített összeg, míg 2001-ben 4,9% volt, 2002-ben 5,9%, 2003-ban 5,8%, 2004-ben és 2005-ben 6,8%.
A GAP az ország saját erőforrásain felül külföldi segítség bevonásával igyekszik finanszírozni a projektet.
| Szektor                    | Szükséges teljes összeg | 1999-ig elköltött | Százalékban |
| -------------------------- | ----------------------- | ----------------- | ----------- |
| Mezőgazdaság               | 4 499 329               | 567 094           | 12,8%       |
| Energia                    | 4 780 158               | 3 608 566         | 75,4%       |
| Bányászat                  | 345 055                 | 337 000           | 97,6%       |
| Gyártás                    | 664 275                 | 268 852           | 40,5%       |
| Közlekedés és kommunikáció | 3 290 906               | 1 013 262         | 30,7%       |
| Turizmus                   | 24 983                  | 6 083             | 24,3%       |
| Lakásépítés                | 143 798                 | 49 634            | 34,5%       |
| Oktatás és egészségügy     | 394 337                 | 294 482           | 74,6%       |
| Egyéb közszolgáltatások    | 722 911                 | 401 458           | 55,5%       |
| Összesen                   | 14 865 753              | 6 555 431         | 44%         |

| Finanszírozó                    | Összeg         |
| ------------------------------- | -------------- |
| US Exim Bank                    | 111 millió $   |
| Svájci cégek                    | 467 millió $   |
| Svájci-német cégek              | 782 millió $   |
| Európai Beruházási Bank         | 104 millió $   |
| Világbank                       | 120 millió $   |
| Európai Tanács Szociális Alapja | 183 millió $   |
| Olaszország kormánya            | 85 millió $    |
| Franciaország kormánya          | 33 millió $    |
| Németország kormánya            | 15 millió $    |
| Ausztria kormánya               | 200 millió $   |
| Összesen:                       | 2,1 milliárd $ |

A táblázatok forrása a GAP hivatalos oldala.

## Fejlesztési területek

### Vízerőművek, öntözés

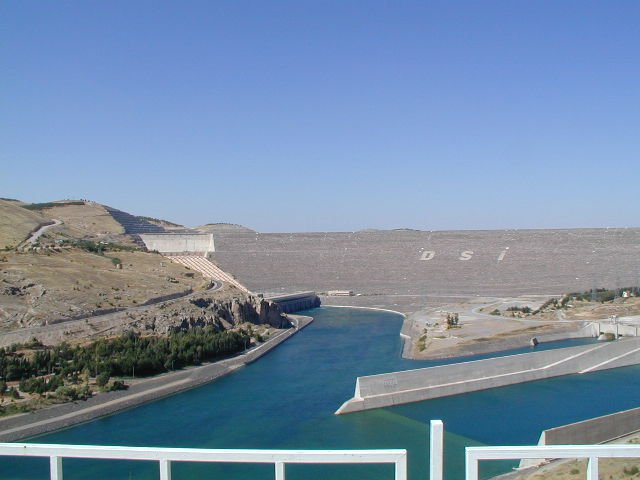
A víztározóra épült Atatürk-vízerőmű

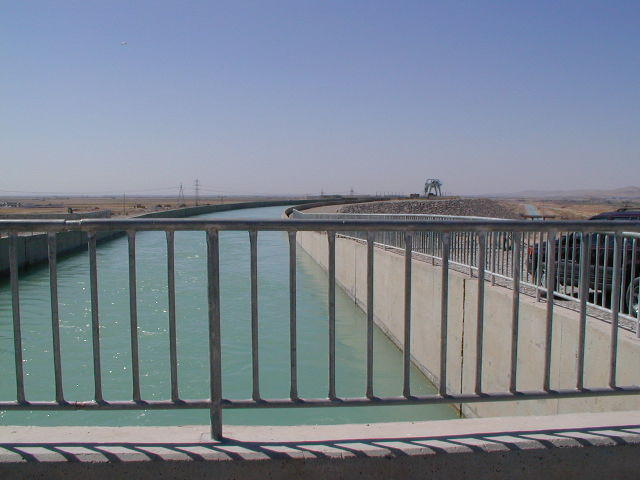
A Harran-főcsatorna

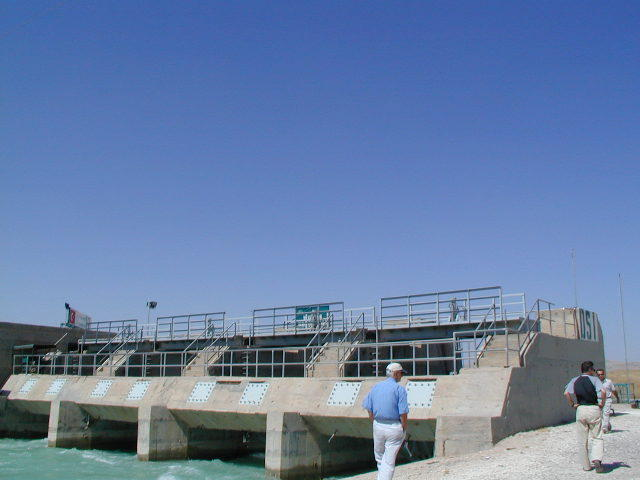
Radiális zsilipkapu, Atatürk-vízerőmű

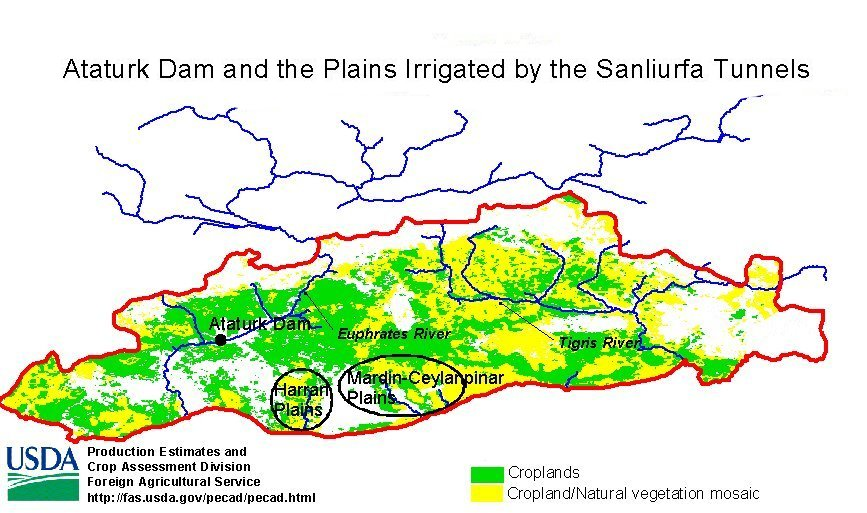
Az Atatürk-víztárolóból a Şanlıurfa-csatornák segítségével öntözött területek térképe

2007-ig kilenc vízerőmű épült a program keretében, ezek közül hét az országban termelt vízenergia jelentős részét állítja elő, ezek a Karakaya, Atatürk, Dicle, Kralkızı, Birecik, Karkamış és Batman erőművek. 2007-ben összesen 35,7 milliárd kWh energiát állítottak elő Törökországban vízerőművek segítségével, ebből 18,2 milliárd kWh-t, vagyis 51%-ot a GAP-erőművek adtak. A tervek szerint a GAP-erőművek összesen 27 milliárd kWh termelésére lesznek képesek, ez az ország teljes energiatermelésének 22%-át adja majd. Összesen 22 víztározó és 19 vízerőmű épül fel a program keretében.
2007 végéig az Eufrátesz és a Tigris folyók medencéiben összesen 263 356 hektárnyi terület öntözési rendszerét építették ki, további 109 134 hektáron pedig még folynak a munkálatok. A GAP-projekt befejeztével összesen 1,8 millió hektár föld öntözését fogják lehetővé tenni, ez a Törökországban öntözhető földterület 20%-a.
A GAP-projekt keretében az Atatürk- és Karakaya-víztározók által tíz év alatt előállított energia értéke összesen mintegy 8,5 milliárd dollár volt.
A projekt keretében épülő 22 víztározó (zárójelben a befejezés éve)
Eufrátesz
1. Atatürk-víztározó (1992)
2. Birecik-víztározó (2000)
3. Büyükçay-víztározó
4. Çamgazi-víztározó (1998)
5. Çataltepe-víztározó
6. Gömikan-víztározó
7. Hancağız-víztározó (1988)
8. Kahta-víztározó
9. Karakaya-víztározó (1987)
10. Karkamış-víztározó (1999)
11. Kayacık-víztározó
12. Kemlin-víztározó
13. Koçali-víztározó
14. Sırımtaş-víztározó

Tigris
1. Batman-víztározó (1998)
2. Cizre-víztározó
3. Dicle-víztározó (1997)
4. Garzan-víztározó
5. Kayser-víztározó
6. Kralkızı-víztározó (1997)
7. Ilısu-víztározó
8. Silvan-víztározó

A projekt keretében épülő 19 vízerőmű és adatai
| Vízerőművek és adataik (2001) |                   |                          |                          |
| Név                           | Teljesítmény (MW) | Energiatermelés (GWh/év) | Helyzet                  |
| Karakaya-vízerőmű*            | 1800              | 7354                     | 1987 óta működik         |
| Atatürk-vízerőmű*             | 2400              | 8900                     | 1992 óta működik         |
| Birecik-vízerőmű*             | 672               | 2516                     | 2000 óta működik         |
| Karkamış-vízerőmű*            | 189               | 652                      | 1999 óta működik         |
| Şanlıurfa vízerőmű            | 50                | 124                      | Építés alatt             |
| Büyükçay-vízerőmű*            | 30                | 84                       | Főterv része             |
| Koçali-vízerőmű*              | 40                | 120                      | Főterv része             |
| Sırımtaş-vízerőmű*            | 28                | 87                       | Főterv része             |
| Kahta-vízerőmű*               | 75                | 171                      | Főterv része             |
| Fatopaşa-vízerőmű             | 22                | 47                       | Főterv része             |
| Erkenek-vízerőmű              | 7                 | 43                       | Előzetes vizsgálat alatt |
| Összesen: Eufrátesz           | 5313              | 20098                    |                          |
| Dicle-vízerőmű*               | 110               | 298                      | 1997 óta működik         |
| Kralkızı-vízerőmű*            | 94                | 146                      | 1997 óta működik         |
| Batman-vízerőmű*              | 198               | 483                      | 1998 óta működik         |
| Ilısu-vízerőmű*               | 1200              | 3833                     | építés alatt             |
| Cizre-vízerőmű*               | 240               | 1208                     | Tervezett                |
| Silvan-vízerőmű*              | 150               | 623                      | Főterv része             |
| Kayser-vízerőmű*              | 90                | 341                      | Főterv része             |
| Garzan-vízerőmű*              | 90                | 315                      | Előzetes vizsgálat alatt |
| Összesen: Tigris              | 2172              | 7247                     |                          |
| Összesen                      | 7485              | 27 345                   |                          |

* víztározóra épült

### Mezőgazdaság

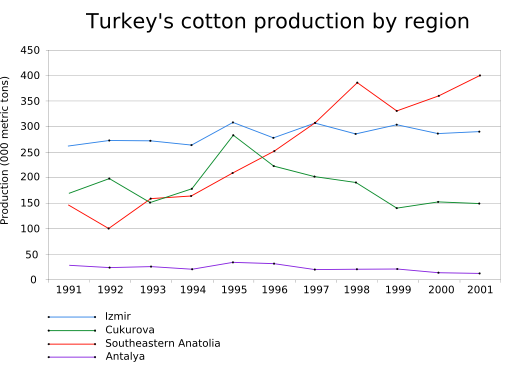
Törökország gyapottermelése régió szerint

A GAP területén többféle éghajlati tényező játszik közre, emiatt több különféle növényt is termesztenek, például olajbogyót, pisztáciát, mogyorót és kakigyümölcsöt (persimmon). A régióban 3,2 millió hektárnyi terület alkalmas növénytermesztésre, 1,3 millió hektárnyi erdő található itt és 2,3 millió hektárnyi megművelt terület. Az öntözést a helyi földművesek csoportosulásai, úgynevezett öntözőkörzetek szerint oldják meg.
1998-ban a régió az ország gyapottermelésének 41,6%-át adta, az arány pedig folyamatosan növekszik. Az öntözési rendszer bevezetése lehetővé teszi olyan növények termesztését is, mint a szójabab, a földimogyoró, a kukorica, a napraforgó és a takarmánynövények. 1997-re a GAP által öntözött területeknek köszönhetően a Délkelet-anatóliai régió az országos lencsetermelés mintegy 98,3%-át, a pisztáciatermelés 90,4%-át, a gyapottermelésnek pedig a 37,6%-át adta.
A régió éghajlati jellemzői lehetővé teszik az évi kétszeri aratást. Az állattenyésztés területén a GAP támogatja a fejlett tenyésztőtechnikák alkalmazását és a genetikai kutatásokat is.

### Ipar

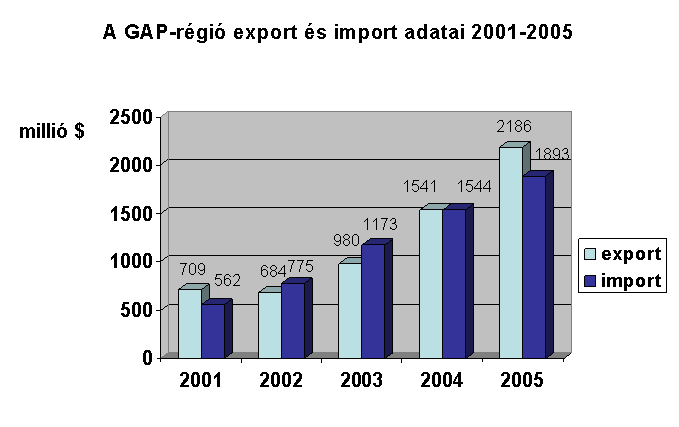
A régió export-import adatai 2001–2005 között

A GAP keretein belül az ipar fejlesztéséhez nyolc ipartelepet (Organized Industrial Sites) és 25 kisebb ipari parkot (Small Industrial Site) hoztak létre, utóbbi 10 069 férőhelyes. További 11 ipartelep és 12 ipari park építése zajlik. Gaziantepben és Mardinban egy-egy szabadkereskedelmi övezet is található.
1995 és 2001 között a régióba települt ipari vállalkozások száma megduplázódott. 2006-ra az ipartelepeken összesen 544 vállalkozás működött, melyek 43 500 főt foglalkoztattak. Az ipari parkokban ugyancsak 2006-ban 5514 vállalkozás mintegy 33 000 főt foglalkoztatott.
Ipartelepek
- Gaziantep: 3 (összesen 1300 hektáron[10])
- Mardin
- Şanlıurfa (286 hektár[10])
- Kilis (90 hektár[10])
- Siirt
- Adıyaman

A régió exportja 2001 és 2005 között folyamatosan növekedett, 2001-ben 709 millió dollárnyi értékű volt, 2005-ben pedig 2186 millió dollárnyi. Ugyanebben az időszakban a régió exporjának aránya az ország teljes exportjához képest 2,3%-ról 3%-ra nőtt.

### Infrastruktúra
2005-ös adatok szerint a GAP-régióban 34 465 km-nyi út áll rendelkezésre, ebből 103 km autópálya, 5942 km állami vagy tartomány út. A Gaziantepet Şanlıurfával összekötő autópálya 2009-re még nem készült el, 2005-ben 73%-a volt kész. A régió településeinek 98%-ának van összeköttetése nagyobb utakkal, de a falusi utaknak csak a 26,7%-a volt aszfaltozott 2006-ban. A régióban több repülőtér is található, a GAP egy saját, 12 000 m²-es nemzetközi repteret is tervezett, mely végül 2007 júliusában nyílt meg Şanlıurfától 30 km-re, Taşdağınál.
A projektben a városi és falusi infrastruktúra javítása, így többek között a csatornahálózat, az ivóvízhálózat kiépítése illetve felújítása, a szennyvíz elvezetése és újrahasznosítása valamint a szemétszállítás megoldása is szerepel. 2006-os állapotok szerint a régió falvainak 64%-ában biztosított az ivóvíz-ellátás, 23%-ában egyáltalán nem, 13%-ában pedig hiány van ivóvízből.

## Hatásai

### Társadalmi hatása
A tervek szerint a projekt a régióban élők életszínvonalát is javítani fogja azáltal, hogy összesen 3,8 millió embernek számára fog munkahelyet biztosítani és átlagosan ötszörösére fogja emelni a régió bevételi forrásaiból származó összeget. A Magyar Külügyi Intézet szakértői szerint azonban a GAP bár javítani fog a régió helyzetén, nem fogja teljesen megoldani a problémákat.
1992 és 1994 között a GAP igazgatósága civil szervezetekkel közösen szociográfiai kutatásokat végezett a régióban élőkről és tanulmányokat készített a különféle csoportok (nők, gyermekek, elszegényedett városlakók, nincstelen földművesek stb) helyzetéről, elvárásairól, problémáiról. Ezek alapján különböző projekteket hoztak létre, például úgynevezett többcélú közösségi centrumokat (ÇATOM) létesítettek a régió nagyobb településein, melyek különféle oktatási, egészségügyi felvilágosító, szociális, művészeti és kulturális programokat szerveznek a lakosságnak, különösen figyelve a nők felvilágosítására és oktatására, illetve az illegálisan dolgozó gyerekek védelmére. 2006-ig összesen 30 ilyen központ jött létre. Az egyes női érdekvédelmi szervezetek szerint sok településen csupán ezek a közösségi központok jelenthetik a nők számára az egyetlen kiutat a nélkülözésből és a családi elnyomásból, a felvilágosítás, a tanfolyamok (pl. számítógép-használat, különféle szakmák elsajátítása) segítségével.
Ezen kívül a társadalmat megcélzó programok között szerepel például az utcán dolgozó gyerekek rehabilitálása, mely program keretén belül megpróbálják felvilágosítani az ilyen gyerekek szüleit és családját, képzést és tanácsadást biztosítani nekik. A GAP társadalmi programja keretében a fiatalok integrálásáért és a közegészségügy javításának érdekében is indultak programok. Több kezdeményezés is olyan szervezetek együttműködésével zajlik, mint az UNICEF vagy az UNDP.

### Lehetséges negatív hatásai
A Délkelet-Anatólia projekt pozitív hatásai mellett azonban negatív hatások is érvényesülnek. Az Ilısu-vízerőmű építése ellen például több környezetvédő csoport és civil egyesület is tiltakozik, mivel szerintük az erőmű építése miatt több mint 78 000 embert kellene kitelepíteni a környékről, valamint a felduzzasztott folyó elárasztaná a környéken található, igen értékes kulturális és történelmi emlékeket (több mint 200 van ezekből), köztük a Hasankeyf mellett található több mint 10 000 éves ókori várost is. Az elárasztani kívánt területen számos veszélyeztetett faj él, például az eufráteszi lágyhéjúteknős vagy a fehérkarmú vércse. A vízerőmű építése ellen tüntetők szerint a projekt tervezésekor nem végeztek kutatásokat arra vonatkozóan, hogy milyen pusztító hatással lehet a vízerőmű a környezetre. A vízerőmű építése hatással van a szomszádos országok, Szíria és Irak vízellátására is, ezért a nemzetközi jogszabályok értelmében Törökországnak mindkét országgal meg kell állapodnia; a két ország pedig nem egyezett bele az erőmű építésébe.
Az Amnesty International 2009. júliusi jelentése szerint a projektet korábban támogató Svájc, Ausztria és Németország visszavonták a korábban megígért pénzügyi hozzájárulásukat, mivel Törökországnak nem sikerült betartani a vonatkozó emberi jogi szabályozásokat.

## Kapcsolódó irodalom
- Kolars, John F., Mitchell, William A.. The Euphrates River and the Southeast Anatolia Development Project, Water: The Middle East Imperative (angol nyelven). Southern Illinois University (1991. március 15.). ISBN 0-8093-1572-6. Hozzáférés ideje: 2009. október 9.